# Люй Дуань
Люй Дуань (*吕端, 935 — †1000) — китайський державний діяч часів П'яти династій та династії Північна Сун, цзайсян (перший міністр) у 994—1000 роках.

## Життєпис
Походив зі старовинного чиновничого роду Люй. Був сином Люй Ці, заступника голови військового відомства (бінбу шілан) династії Пізня Цзінь. Народився у містечку Аньці (територія сучасного міського округу Ланфан провінції Хебей).
Замолоду виявив хист до навчання. Доволі швидко здобув вищу вчену ступінь цзіньши. В період династій Пізня Хань та Пізня Чжоу обіймав високі посади в палацовій охороні, Займався складанням щоденних записів і був включений в Історичну колегію шігуань.
З приходом до влади династії Сун його відправили керувати захопленими областями, при цьому він зберігав формальні посади при дворі. У 960 році призначається заступником керівника Тайчанси (Відомство великого сталості, що займалося ритуалами, музикою, жертвопринесеннями Небу і Землі), водночас головою повіту Цзюнь і тунпанєм (помічник керівника області, який займався питаннями в сфері судової влади).
В період 968—976 років під час посольства Хао Чунсіня до киданів, Люй Дуаня, який на той час вже був помічником голови Тайпуси (Велике конюшенний приказ) було призначено другим чоловіком в посольстві. У 975 році він стає префектом області Хунчжоу, але до того як він встиг вирушити на свою посаду, його підвищили до посади симен юаньвайлан (позаштатного помічника очільника імператорської охорони) і голови області Ченду.
Успіхи в управлінні провінцією сприяли увазі з боку Чжао Тінмея, ціньского вана і спадкоємця трону. У 975 році він запрошує Люй Дуаня до себе і призначає юаньвайлан тупанєм (позаштатним помічником столичної префектури з судової частини).
У 979 році керуючого палацовим господарством викрили в тому, що він скуповував деревину у контрабандистів. За те, що Люй Дуань не проконтролював цей процес, його понижують на посаді і відправляють радником в прикордонну північну провінцію. Згодом його призначають позаштатним помічником керівника міністерства обрядів і церемоній, а також головою Кайфенського повіту, потім він пройшов атестацію і отримав посаду помічника, а також історіографа-літописця цзашічжі. Потім очолив посольство в Корьо, після повернення його підвищили до голови міністерства зі збору податків і обліку населення.
У 985 році Чжао Юаньсі, новий спадкоємець та голова столичного повіту, викликав Люй Дуаня до себе. У 987 році стає головою фінансового управління столичного округу й одним з радників імператора Тай-цзуна. Після смерті Юаньсі у 992 році потрапив під суд, його відсторонили від будь-якого прийняття рішень, надавши формальну посаду при дворі — ченсяна (помічника першого міністра). Того ж року, після смерті Чжао Пу, очолив групу старої аристократії та чиновництва, яка підтримувала імператора Тай-цзуна.
У 994 році імператор призначає Люй Дуаня цзайсяном (першим міністром). Під час хвороби імператора у 997 році перебрав на себе значну частину повноважень. При цьому намагався забезпечити спокійний перехід влади до спадкоємця — Чжао Хена (відомого як Чжень-цзун). Після смерті Тай-цзуна розкрив та придушив змову імператриці Лі і євнуха Ван Цзіеня, що намагалися передати владу іншому синові Тай-цзуна — Чжао Юаньцзо.
Люй Дуань зберіг вплив за імператора Чжень-цзуна, залишаючись на своїй посаді до самої смерті у 1000 році.